# 札幌駅前通

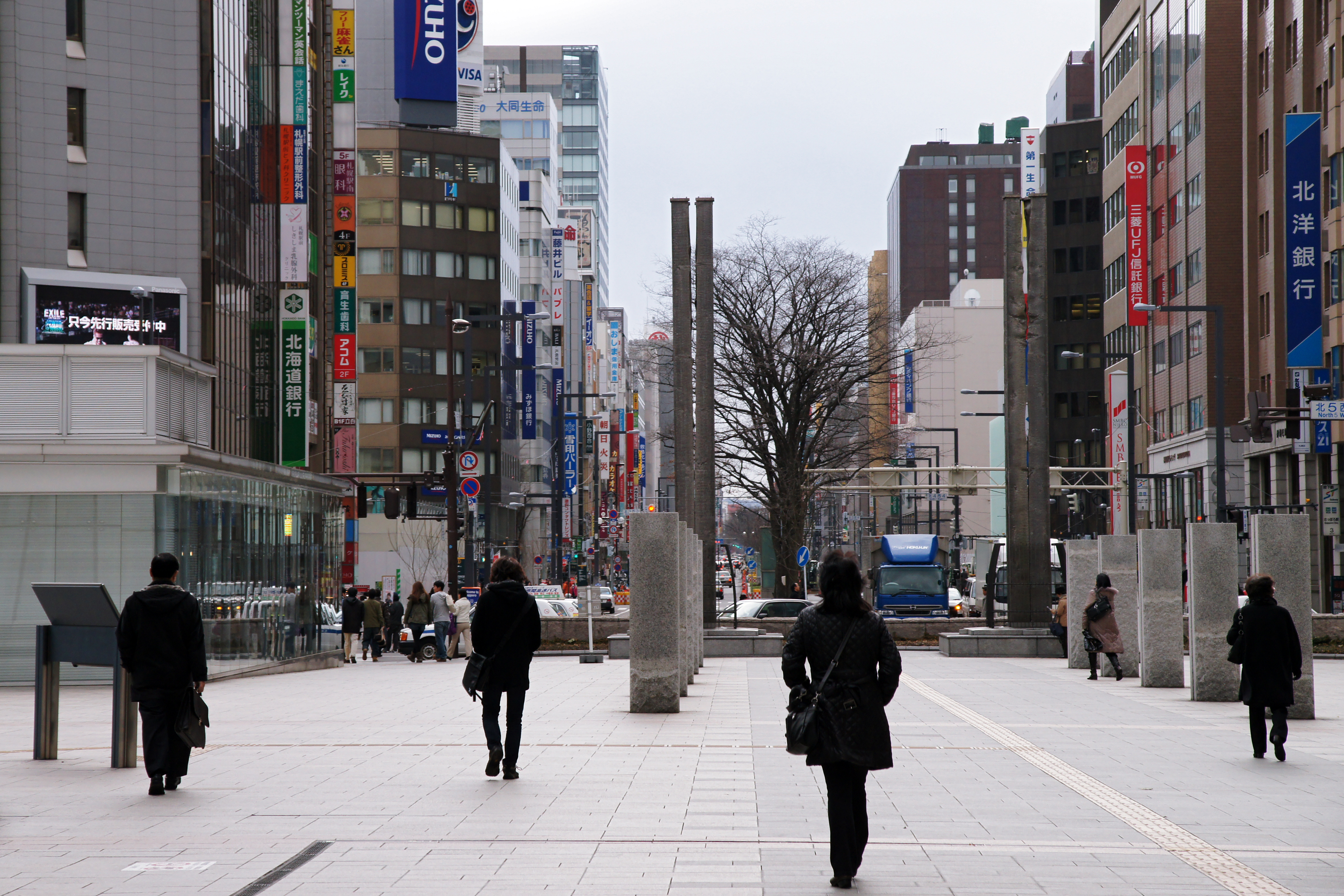
札幌駅前広場から見た札幌駅前通（2011年11月）

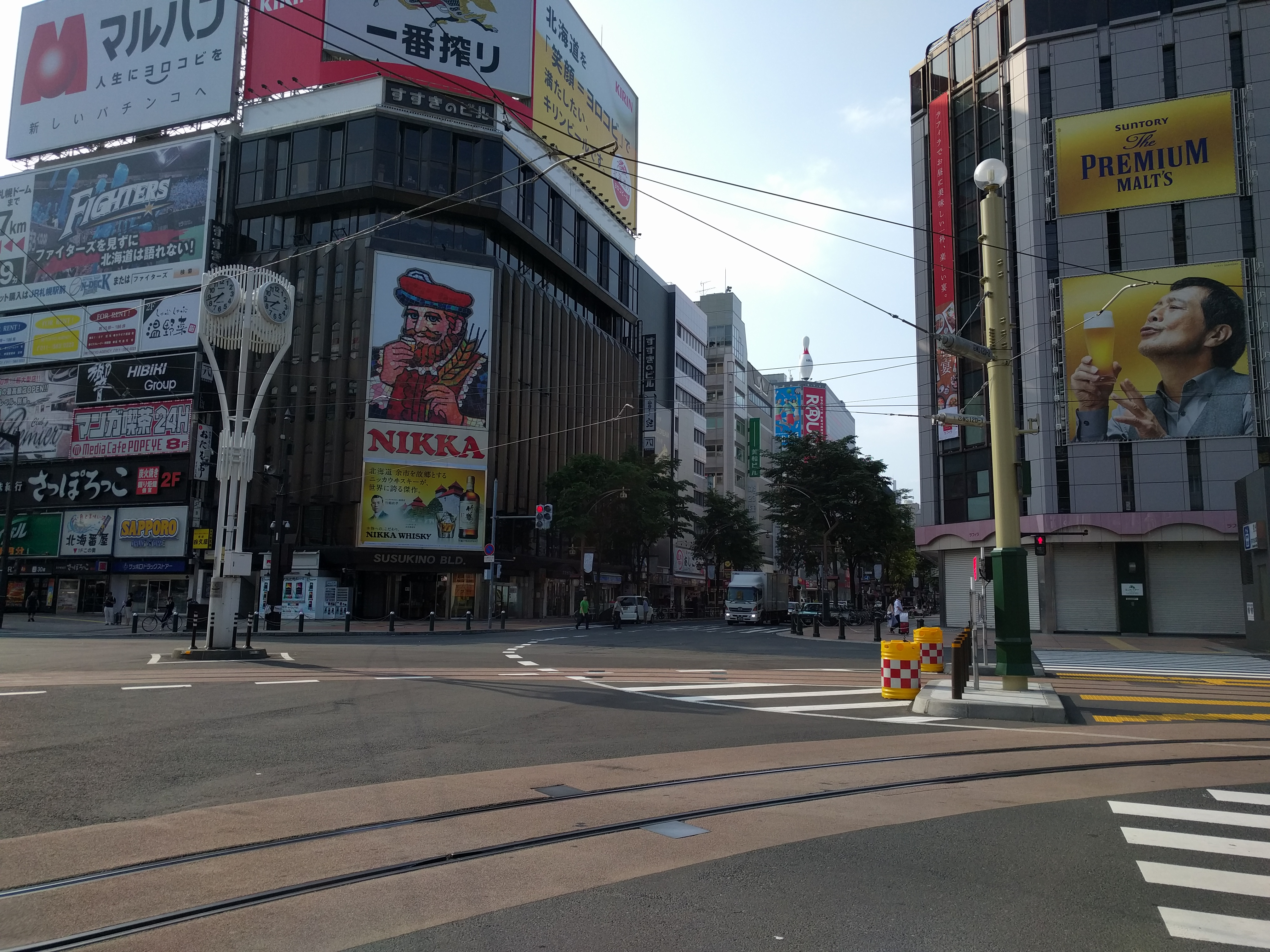
すすきの交差点（2016年7月）

札幌駅前通（さっぽろえきまえどおり）は、札幌市中央区にある都市計画道路。

## 概要
札幌駅南口を起点とし、大通公園やすすきのを経由し、中島公園に至るメインストリートになっている。起点から北1条西3丁目交差点までが北海道道18号札幌停車場線、北1条西3丁目交差点からすすきの交差点までが国道36号、すすきの交差点から終点までが札幌市道になっている。南1条通からすすきの交差点（月寒通）までの間は歩道側に札幌市電が運行している。北海道日本ハムファイターズがリーグ優勝や日本一となった際には、駅前通で優勝パレードを行っている。また、北4条から北大通までの西3・4丁目のエリアが商店街の街区となっており、南１条から地下鉄南北線すすきの駅の範囲でさっぽろ地下街ポールタウンが存在している。地下には札幌市営地下鉄南北線が通っている。

## 路線データ
- 起点：札幌市中央区北5条西3丁目（北5条手稲通交点）[1]
- 終点：札幌市中央区南8条西3丁目（菊水旭山公園通交点）[1]
- 延長：1,870 m[1]
- 幅員：36 m[1]

## 歴史
札幌駅前通は、大通（現在の大通公園）より北側を官地として建設した開拓使本庁舎の東正面通として造成した。1880年（明治13年）に幌内鉄道の中間駅として札幌停車場（現在の札幌駅）が設置されると幅20間（約36 m）の小樽通が「停車場通」と呼ばれるようになった。なお、連続する道路は大通以南から虻田通になるが、幅11間（約19.8 m）と道路幅が異なっていた。1885年（明治18年）にはニセアカシア、シダレヤナギ、サクラといった街路樹を植樹した記録がある。明治中期には官地の民間払い下げによって次第に街並みが形成されていき、1906年（明治39年）に札幌初の百貨店となる五番館が駅前に進出した。1918年（大正7年）、中島公園をメイン会場とする『開道五十年記念北海道博覧会』開催に伴い、馬車鉄道を急遽電化する形で札幌停車場 - 中島公園間に路面電車（現在の札幌市電）を設置した。その後、路面電車は道路事情の変化や札幌市営地下鉄開通によって次第に路線を縮小し、1948年（昭和23年）にすすきの−中島公園間が市電最初の廃止区間となり、1971年（昭和46年）に札幌駅前−大通間、1973年（昭和48年）には大通−すすきの間が廃止となって駅前通から市電が姿を消した。
戦後になると札幌市が駅前通の拡幅を計画するが、国道36号沿いの商店街は敷地が半分になってしまうため道路拡幅に強く反発し、話し合いは10年にも及んだ。最終的に、当初からの計画街路36 mは変更しないが「市街地改造法」を併用して地元商店街の犠牲を最小限に抑えることで合意し、1963年（昭和38年）から1970年（昭和45年）にかけて駅前通の拡幅事業を行った。1971年（昭和46年）に駅前通の地下にさっぽろ地下街（ポールタウン）、札幌市営地下鉄南北線が開業した。1976年（昭和51年）には札幌市営地下鉄東西線が開業している。2011年（平成23年）に開通した札幌駅前通地下歩行空間（チ・カ・ホ）の地上部分となる駅前通の工事では、札幌駅から大通間の片側3車線道路の外側1車線を歩道として地下歩行空間との出入口を設置し、片側2車線となった道路に荷物搬入時などの停車スペースを確保した。また、中央分離帯に植えられていたハルニレなどの街路樹を北海道大学の農場や篠路の清掃工場に移植した（工事終了後に街路樹を復元している）。2015年（平成27年）からは札幌市電のループ化開業に伴い、駅前通に再び路面電車が走っている。

## 地理

### 札幌駅前 - 大通
「札幌駅前通北街区地区」として札幌市景観計画の重点区域になっている。地下には札幌駅前通地下歩行空間（チ・カ・ホ）、札幌市営地下鉄南北線さっぽろ駅、大通公園の地下に大通駅がある。オフィスビルが立ち並んでおり、都市再開発によってビルの大規模化・複合化が進んでいる。
- 伊藤・加藤ビル
- 札幌駅前合同ビル
- 札幌日興ビル
- D-LIFEPLACE 札幌
- 日本生命札幌ビル（ノアシス3.4）
- 札幌市北3条広場（アカプラ）
- 札幌三井JPビルディング（赤れんが テラス）
- 大同生命札幌ビル（ミレド）
- 札幌フコク生命越山ビル（シタッテサッポロ）
- 札幌グランドホテル
- 札幌ノースプラザ
- 武田りそなビル
- 北洋大通センター（北洋銀行本店、大通ビッセ）
- 札幌大通西4ビル

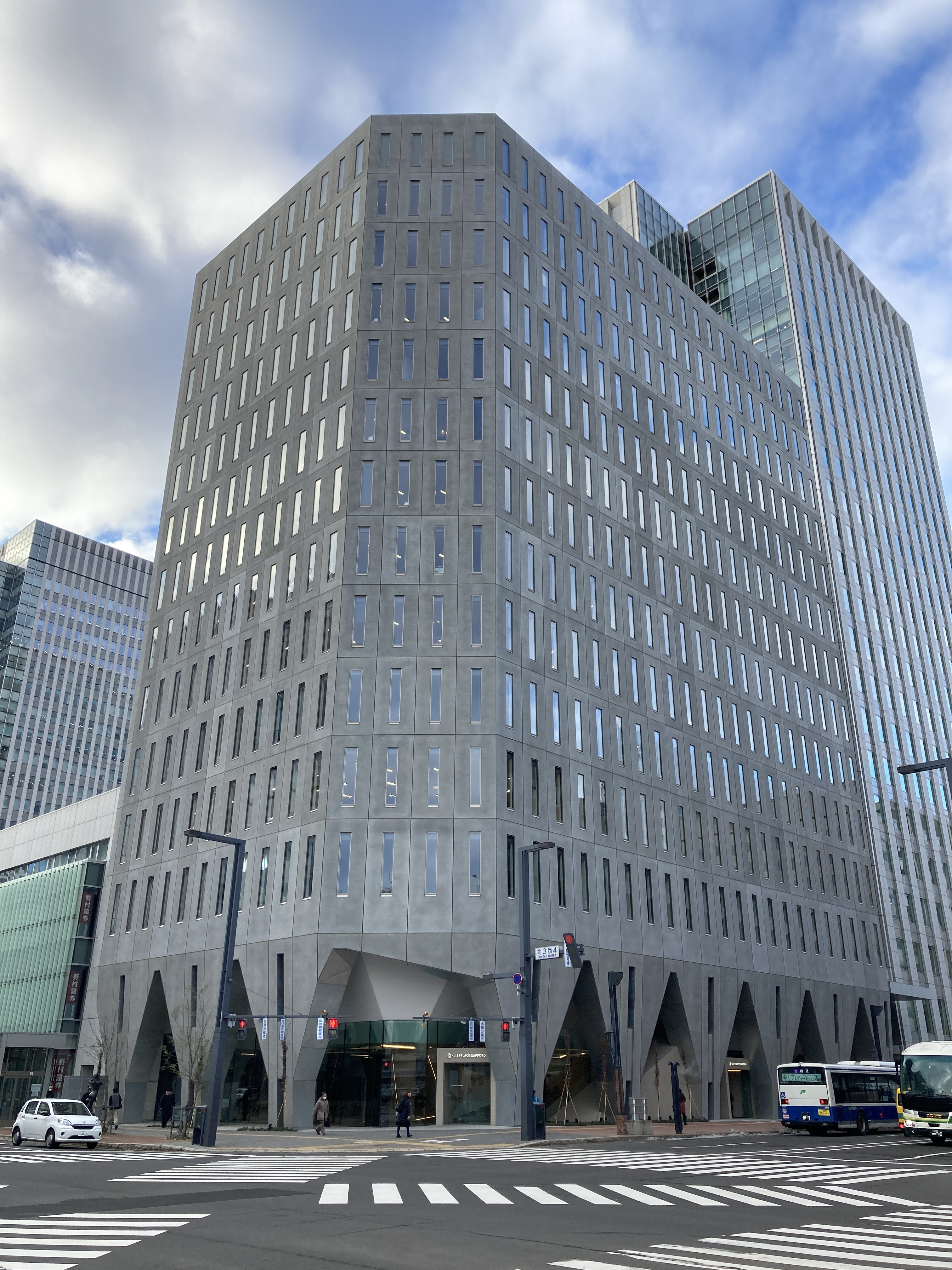
D-LIFEPLACE 札幌（2023年12月）
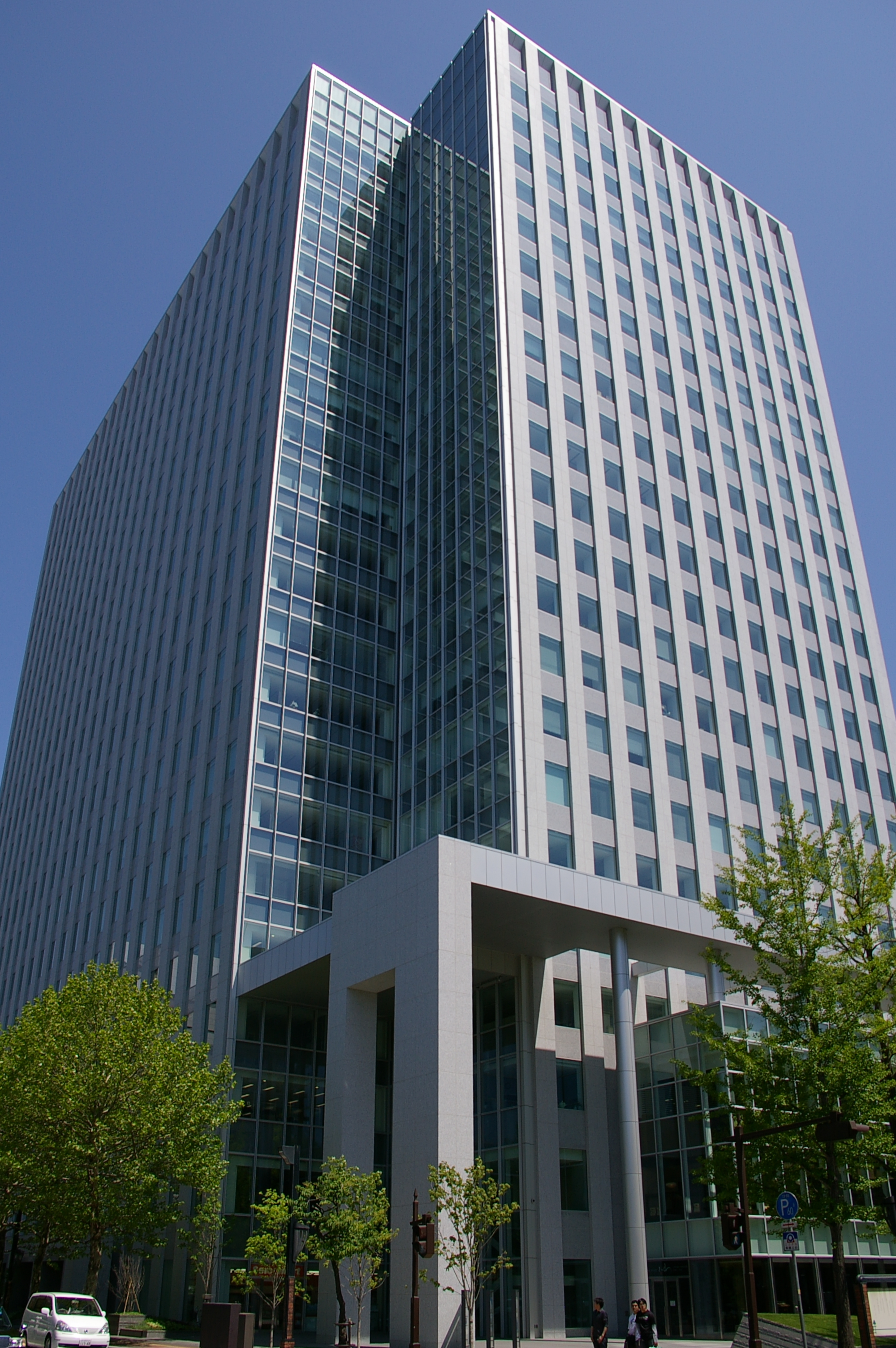
日本生命札幌ビル（2007年6月）
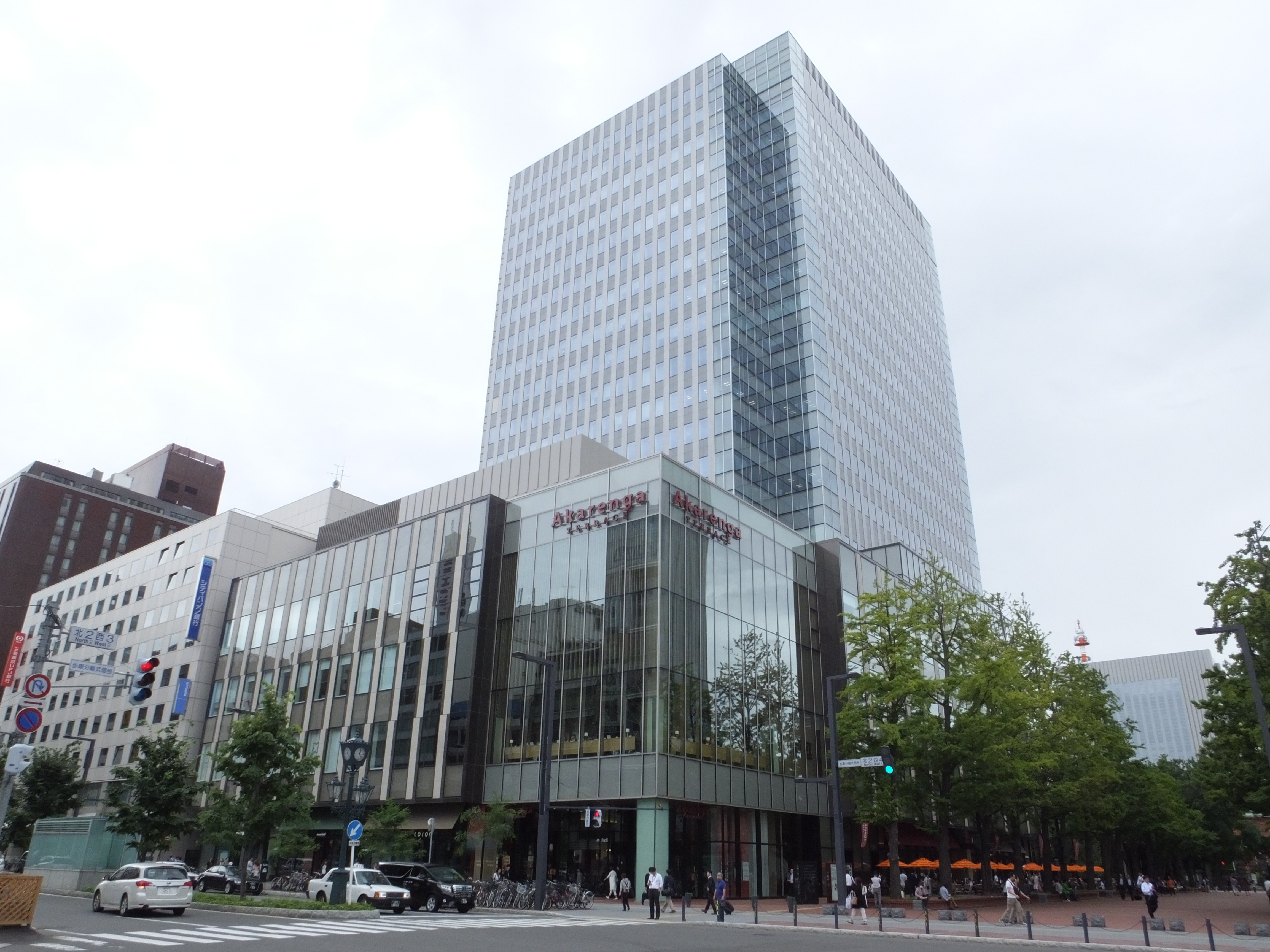
札幌三井JPビルディング（2015年9月）
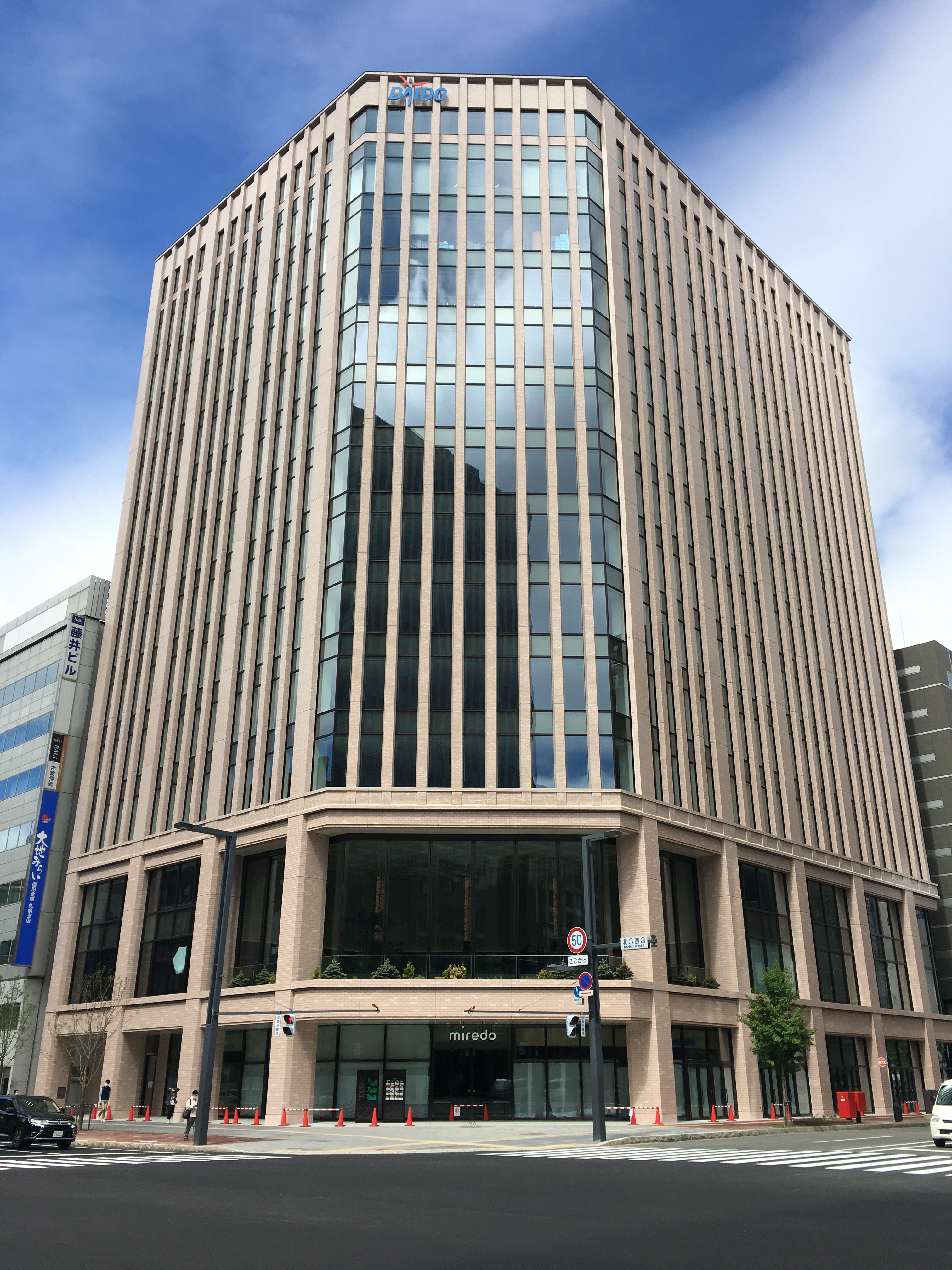
大同生命札幌ビル（2020年6月）
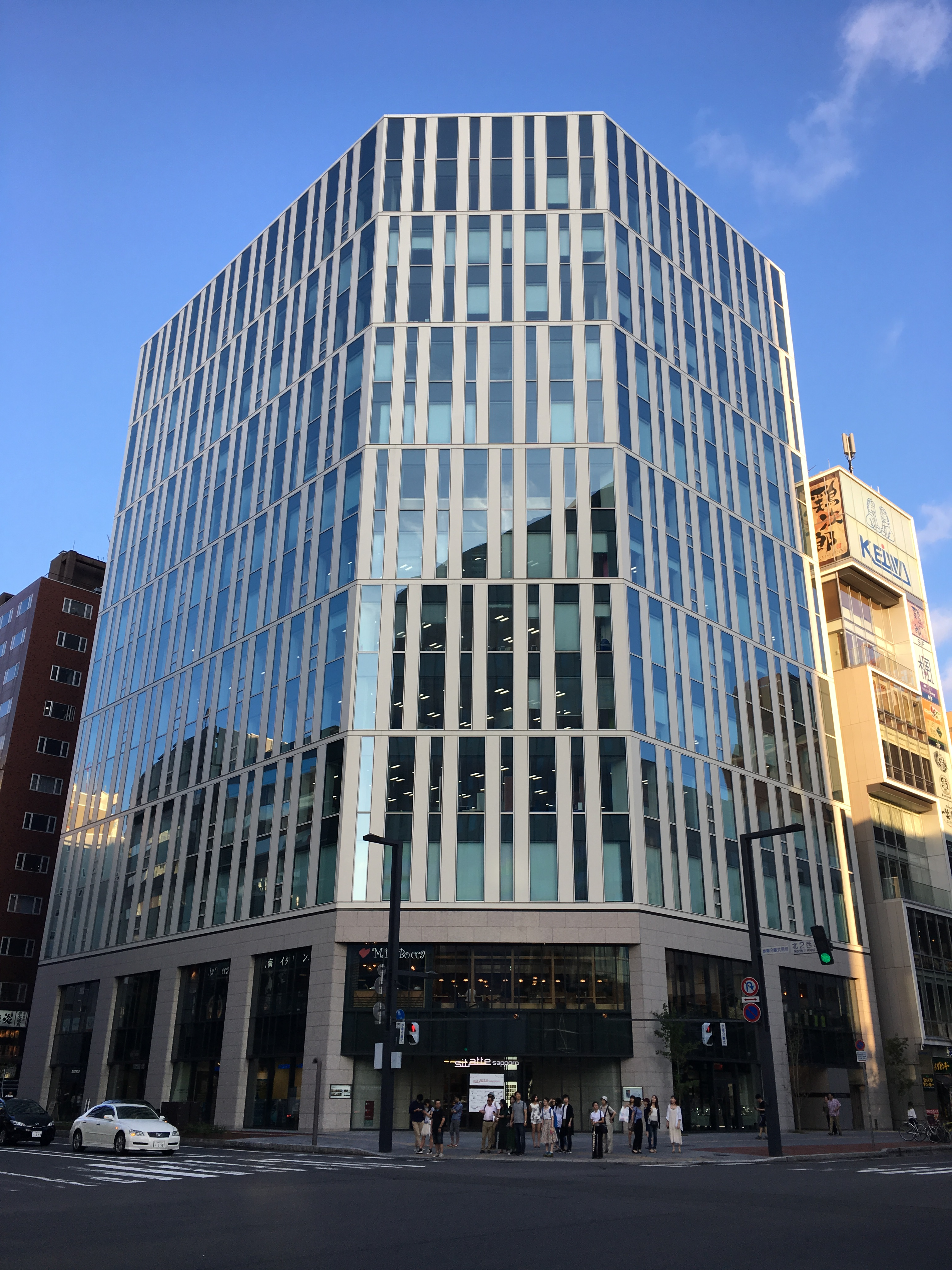
札幌フコク生命越山ビル（2017年7月）
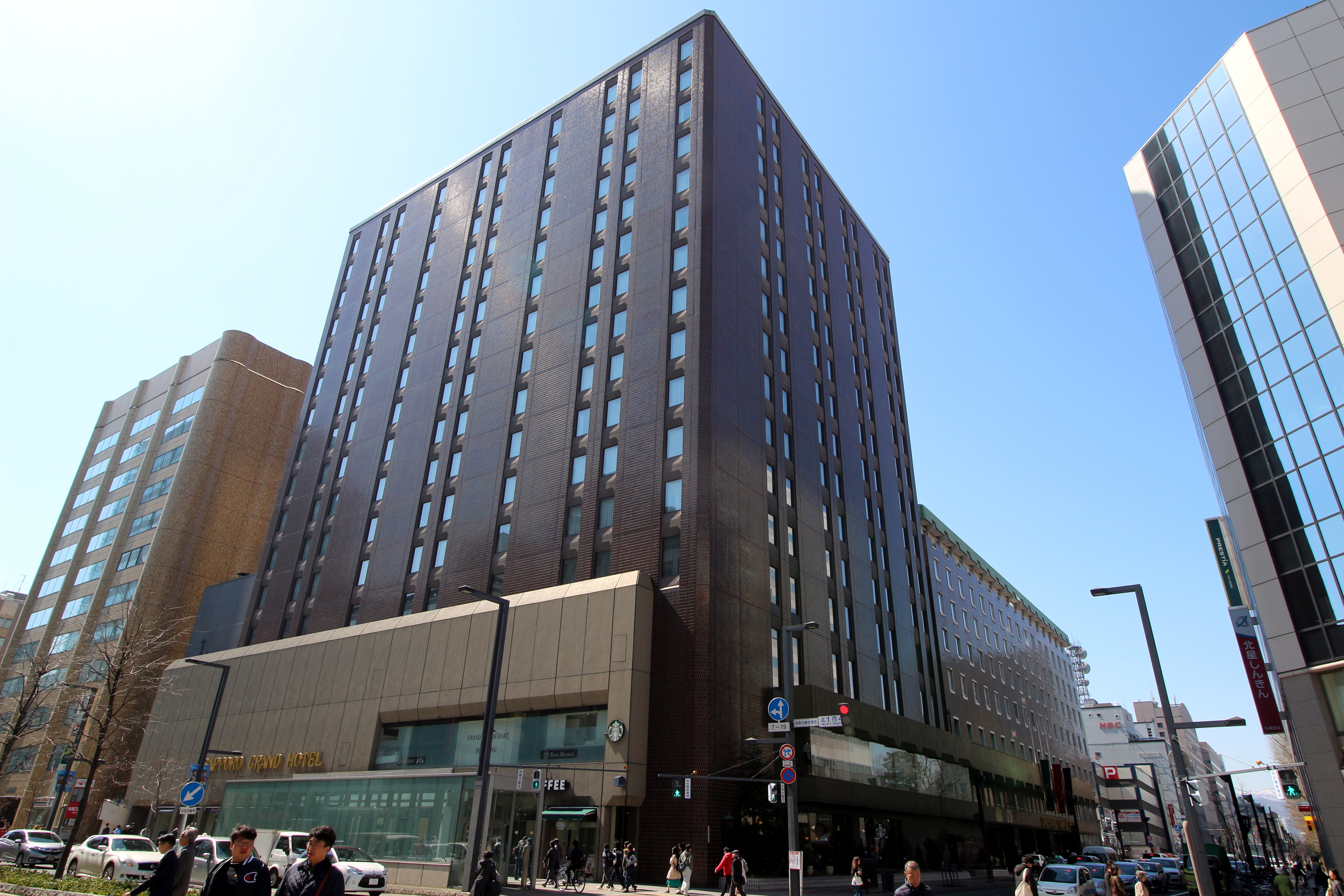
札幌グランドホテル（2018年4月）
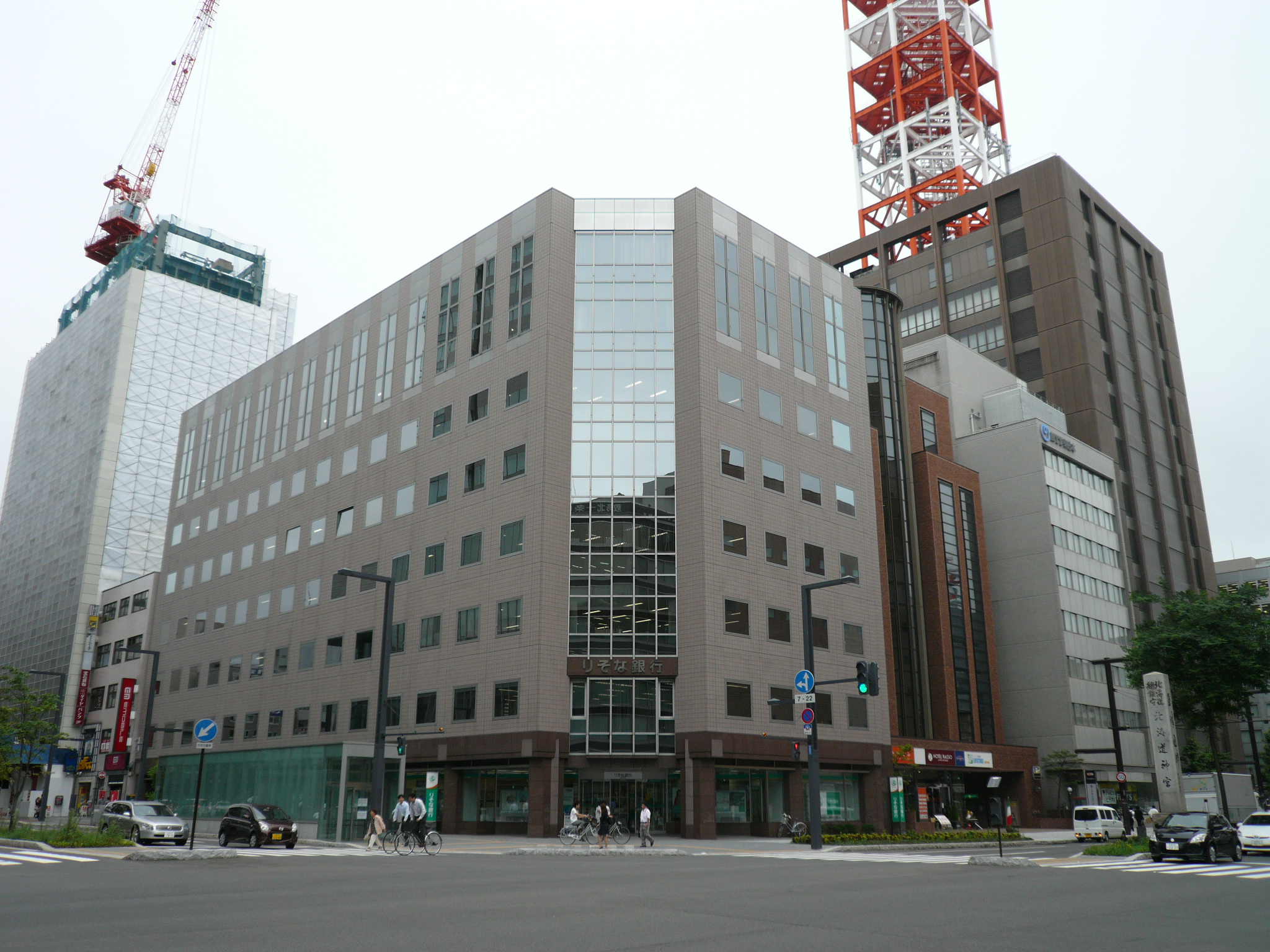
武田りそなビル（2012年8月）
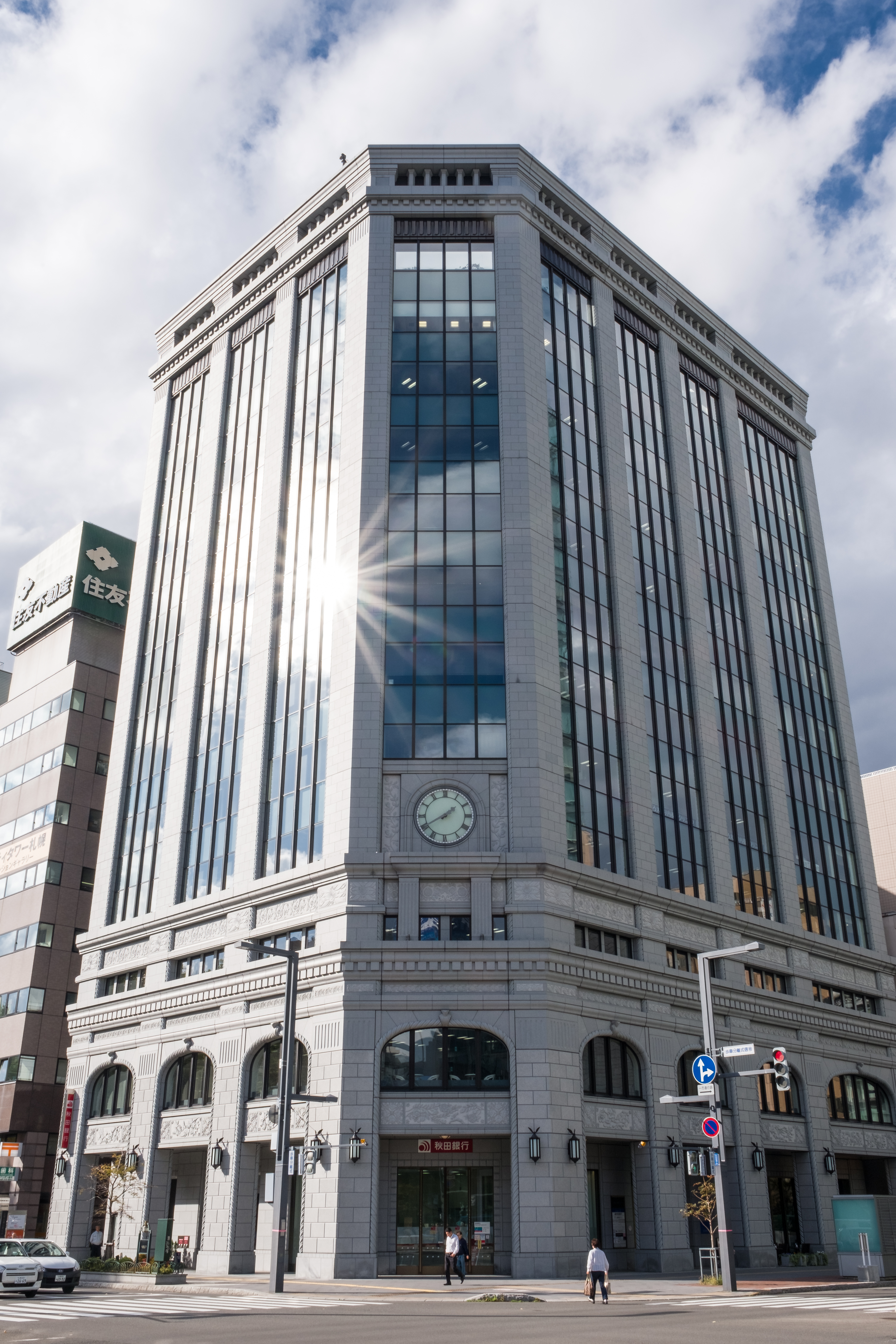
札幌大通西4ビル（2018年10月）
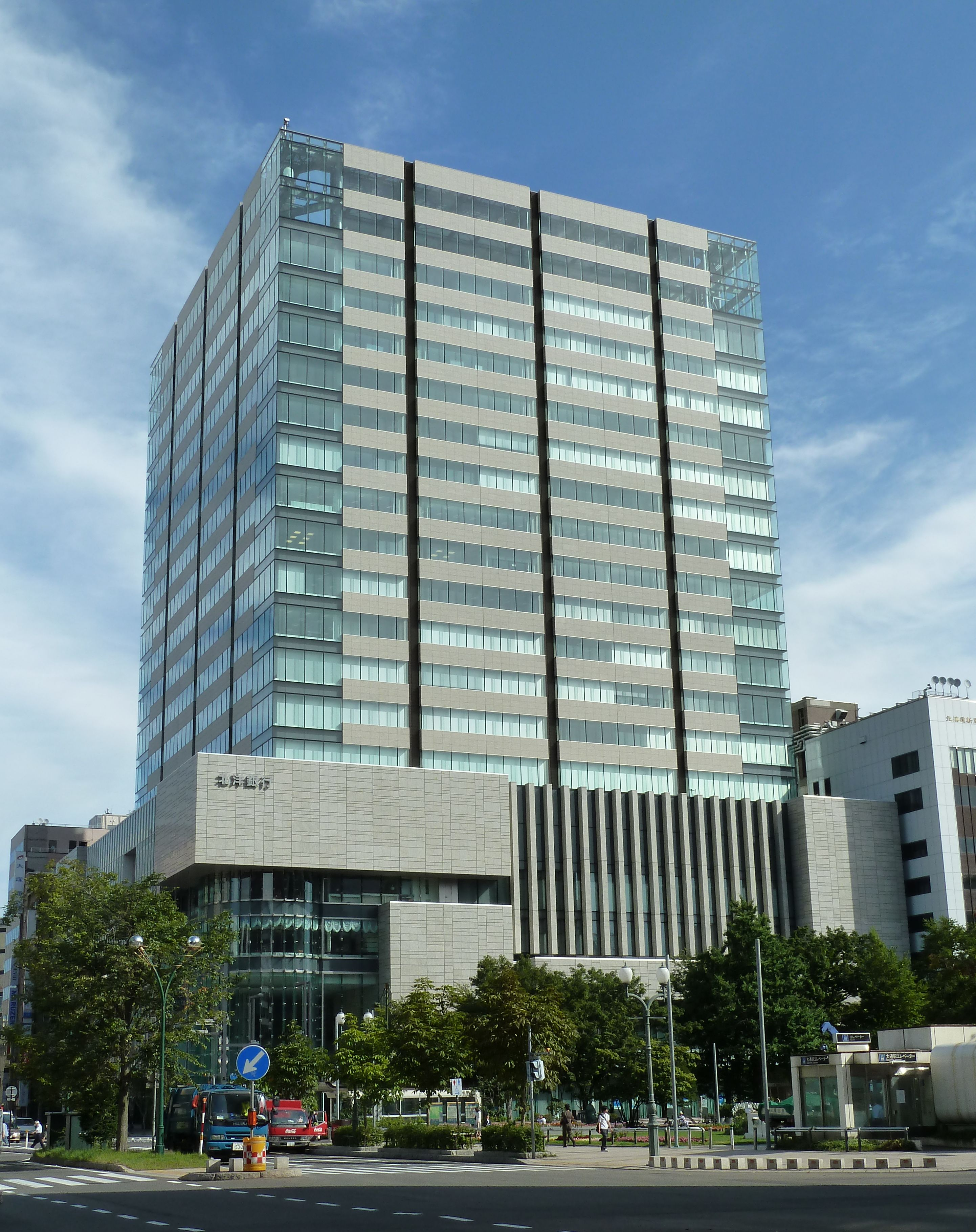
北洋大通センター（2011年8月）
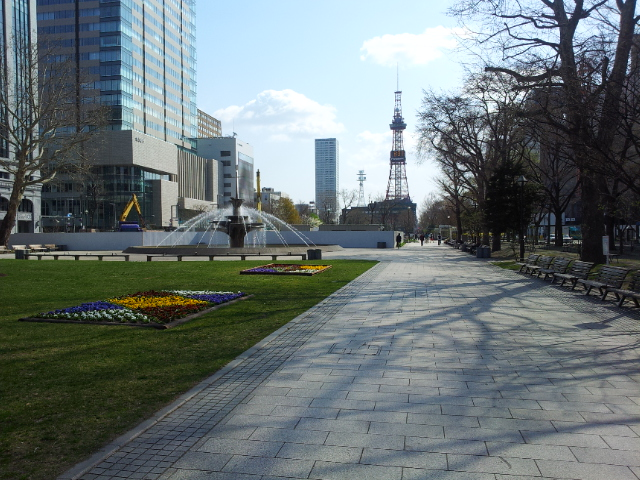
大通公園（大通西4丁目）（2014年5月）
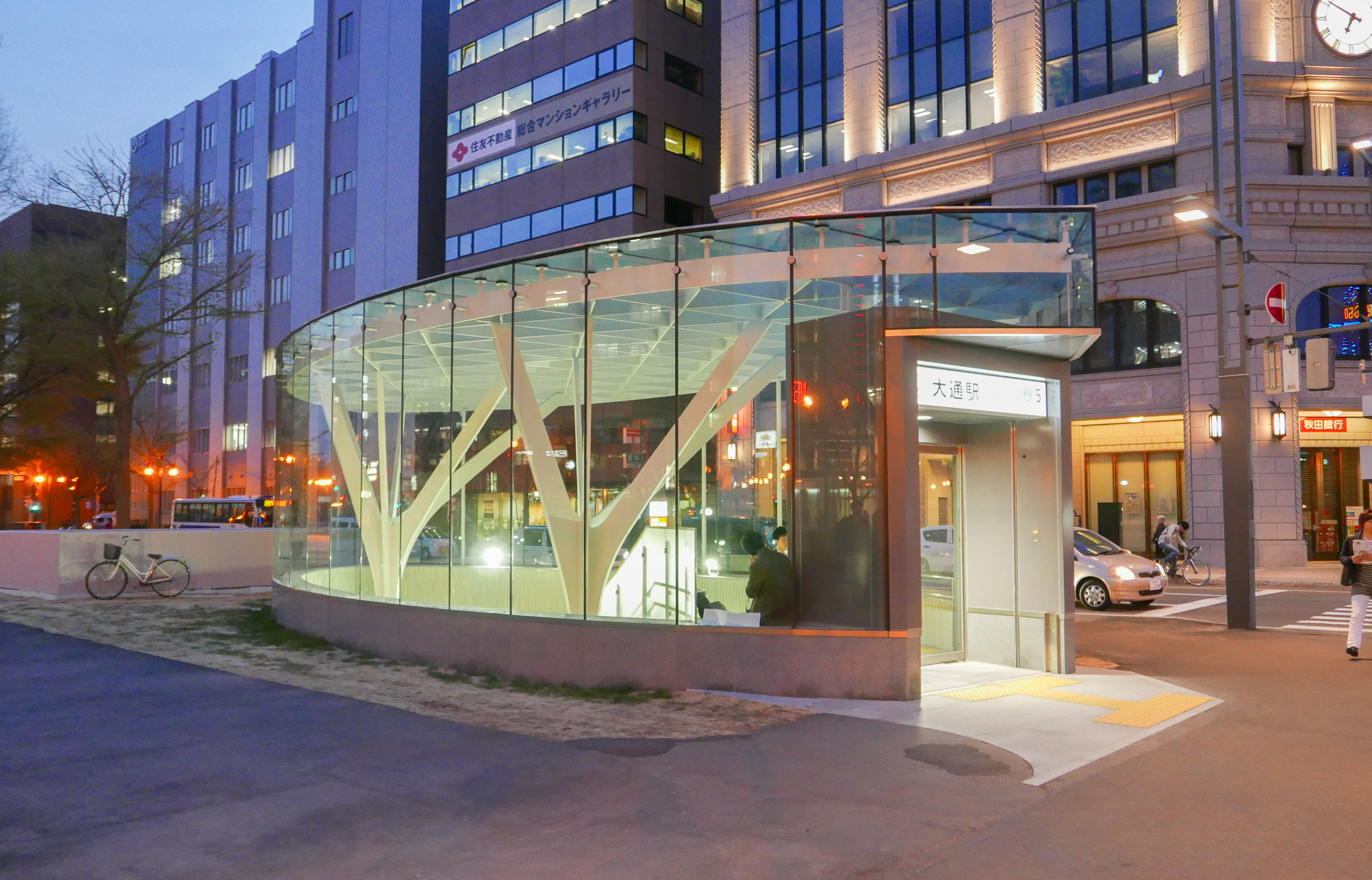
札幌市営地下鉄大通駅5番出口（2015年4月）

### 大通 - すすきの
大通公園の南側からすすきの交差点（月寒通）までの間は「四番街」として百貨店、ファッションビル、量販店などが立ち並ぶ商店街・繁華街になっている。また、南1条通からすすきの交差点（月寒通）までの間には札幌市電が運行している。路面電車が歩道側を走行するサイドリザベーション方式を採用しており、両側に狸小路停留場を設置している。地下にはさっぽろ地下街（ポールタウン）があり、大通駅とすすきの駅に接続している。2011年の「都市再生特別措置法」一部改正により道路占用許可の特例制度が設けられ、札幌駅前通大通地区の国道36号が全国の国道で初めてこの制度を活用した施設「大通すわろうテラス」を開設した。
- 道銀ビルディング（北海道銀行本店）
- 明治安田生命札幌大通ビル
- 札幌三越
- 札幌一番街（南1条通）
- 日之出ビル
- 4丁目プラザ（4pla）
- 札幌PARCO
- 北海道信用金庫本店ビル
- ピヴォ（2023年に閉館・解体予定[32]）
- 札幌ナナイロ
- 狸小路商店街
- アルシュ
- THE KNOT SAPPORO（千秋庵製菓札幌本店）

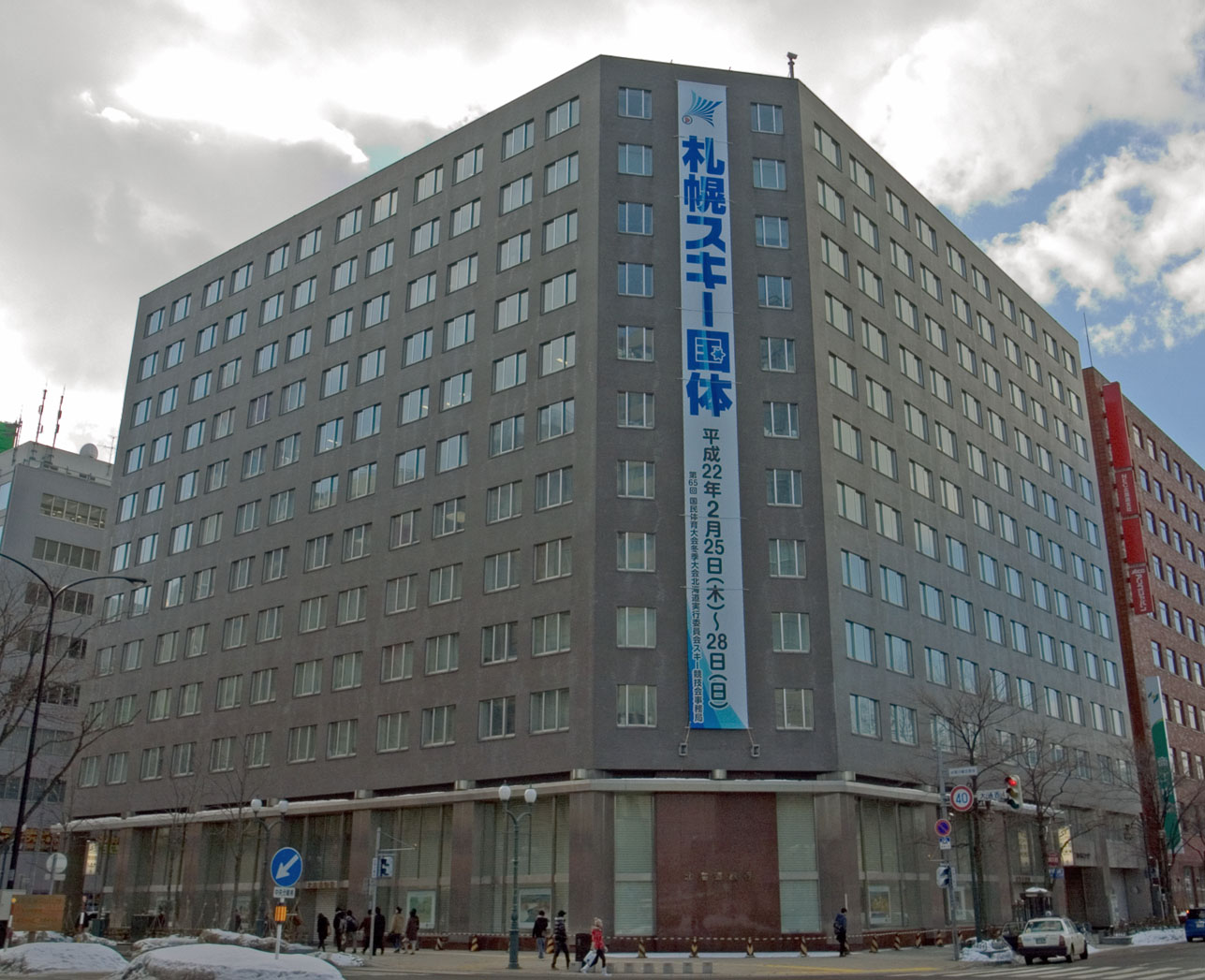
道銀ビルディング（2010年1月）
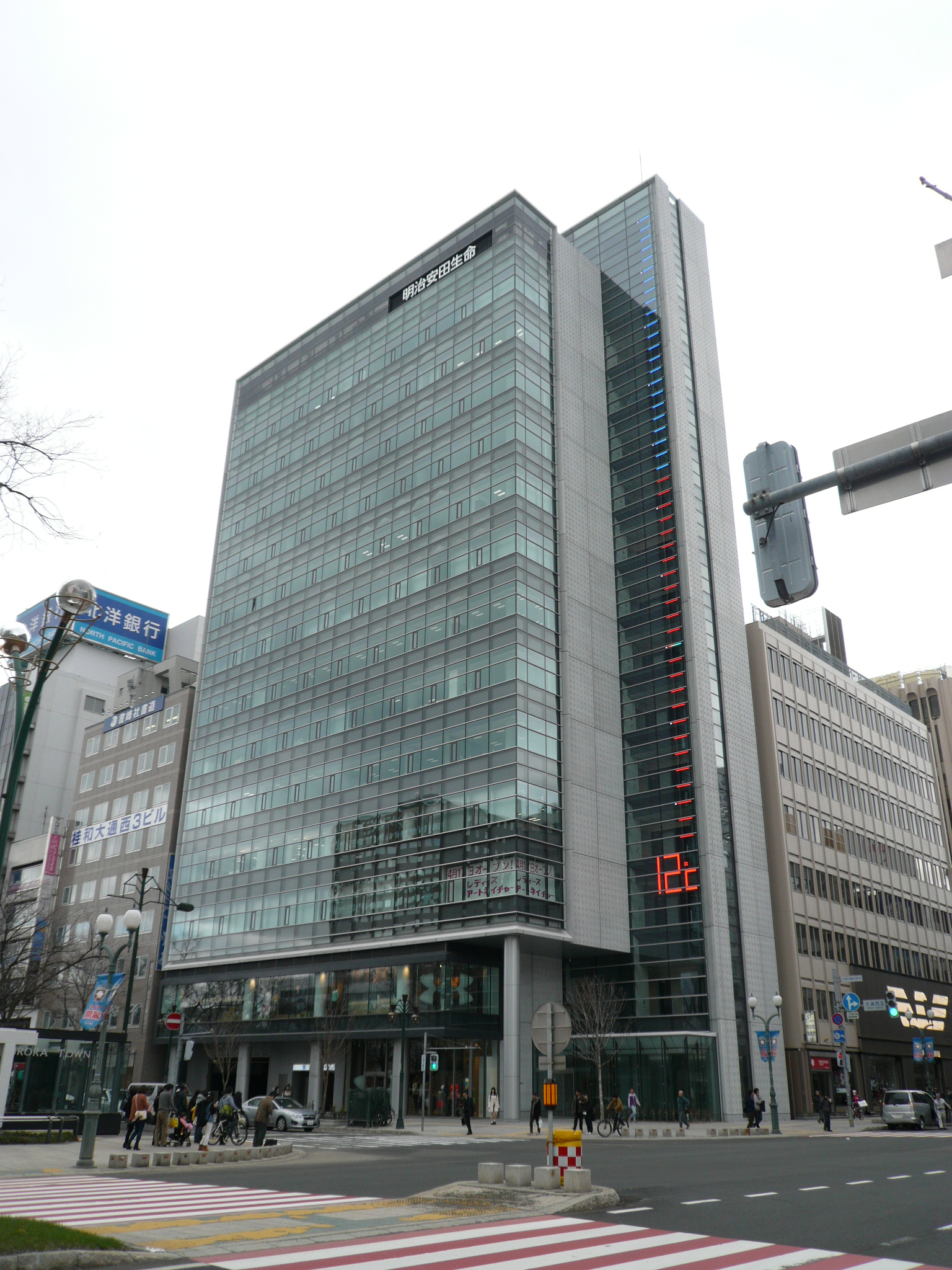
明治安田生命札幌大通ビル（2015年4月）
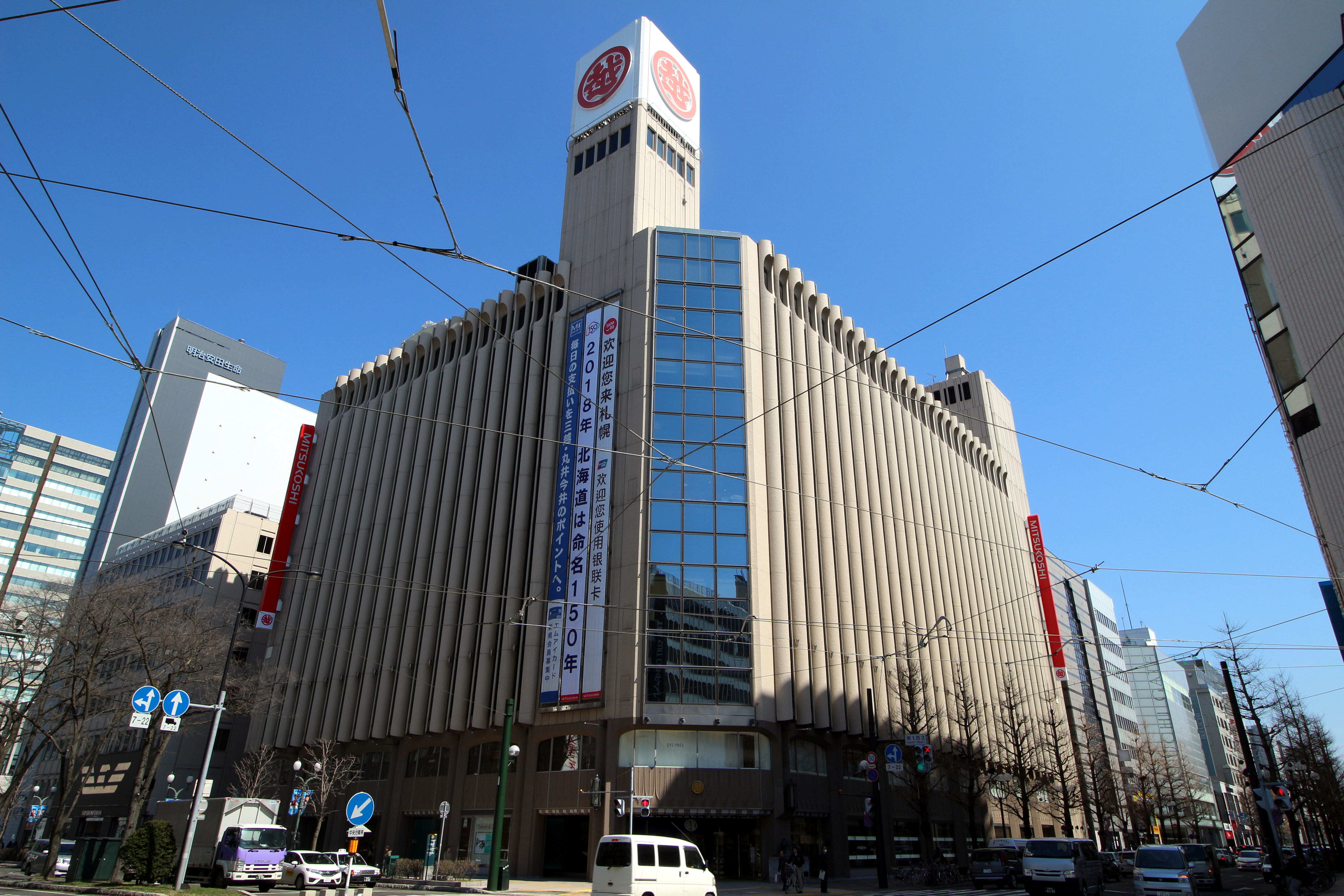
札幌三越本館（2018年4月）
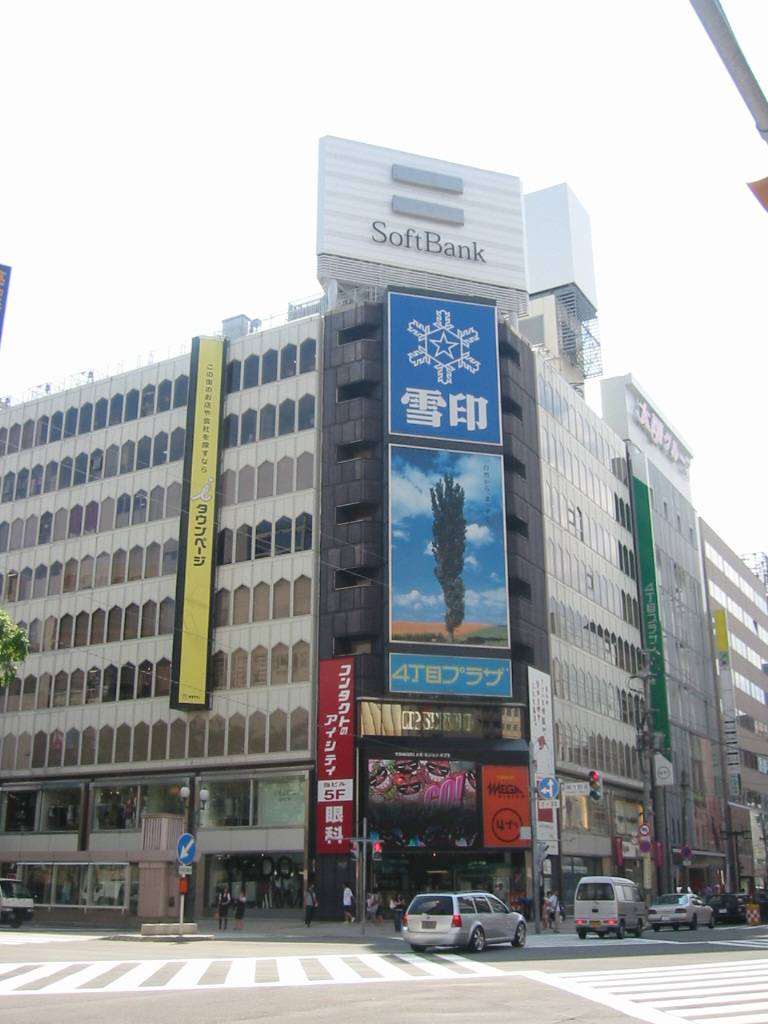
4丁目プラザ（2007年8月）
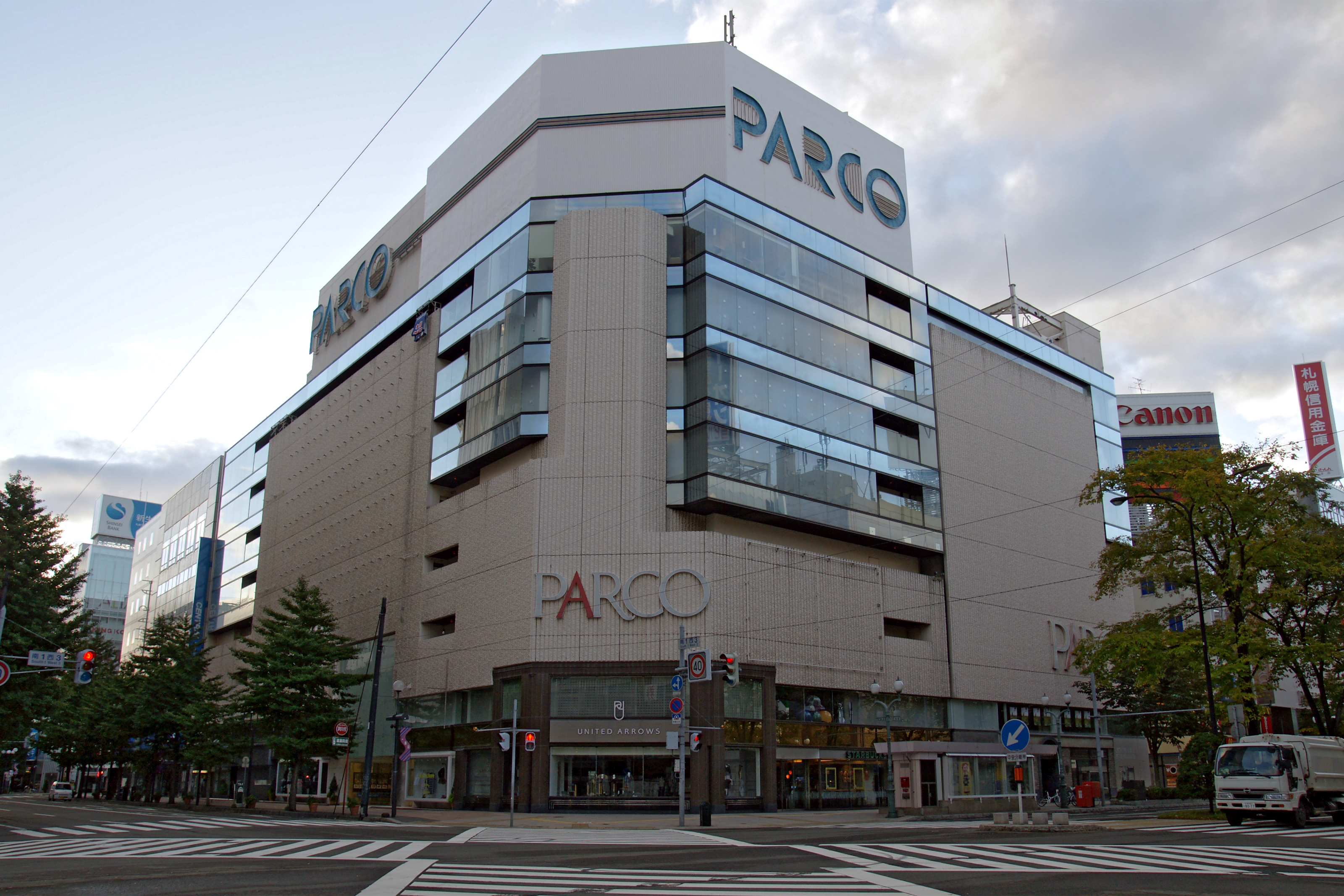
札幌パルコ（2009年10月）
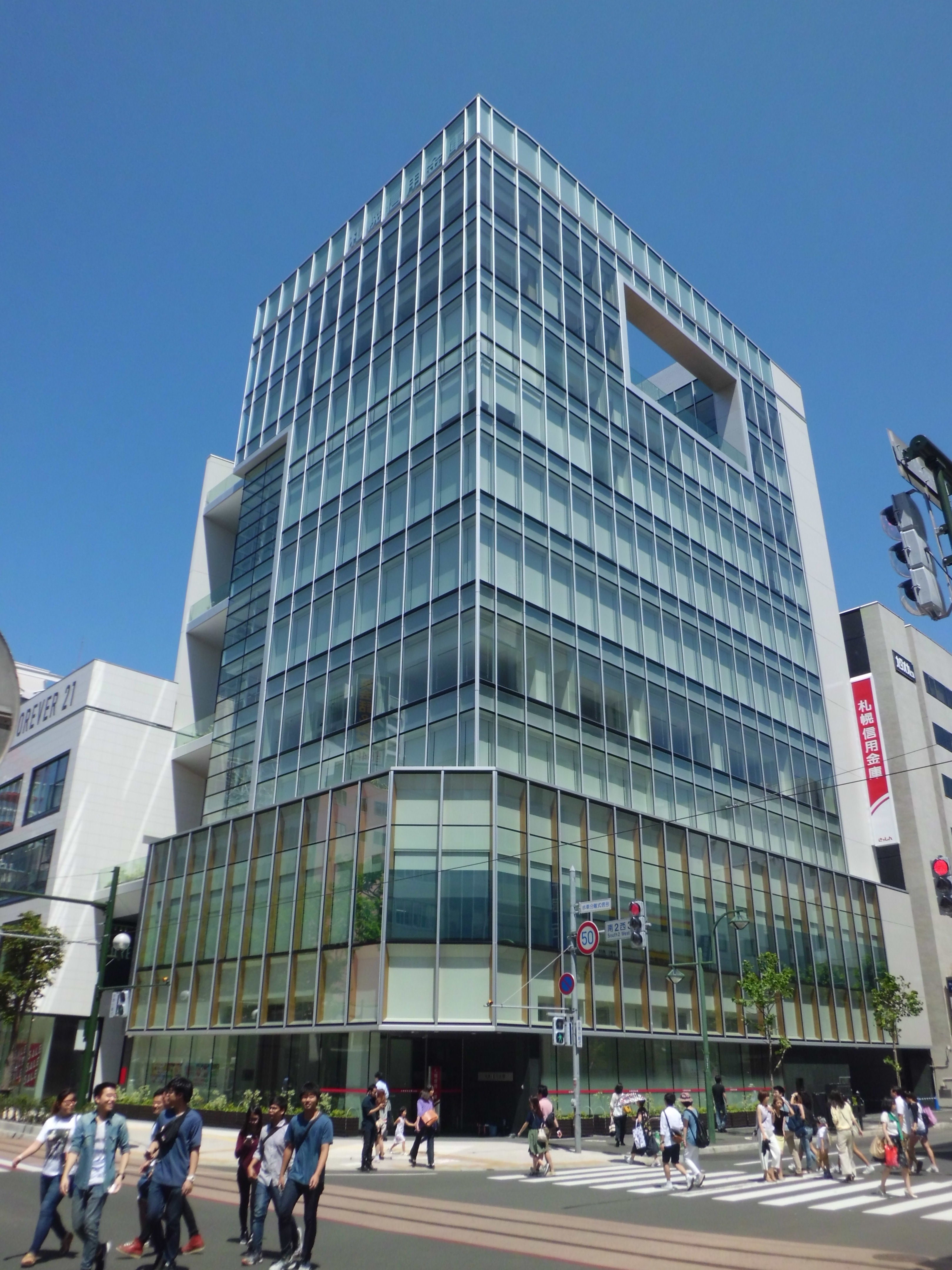
北海道信用金庫本店ビル（2016年7月）
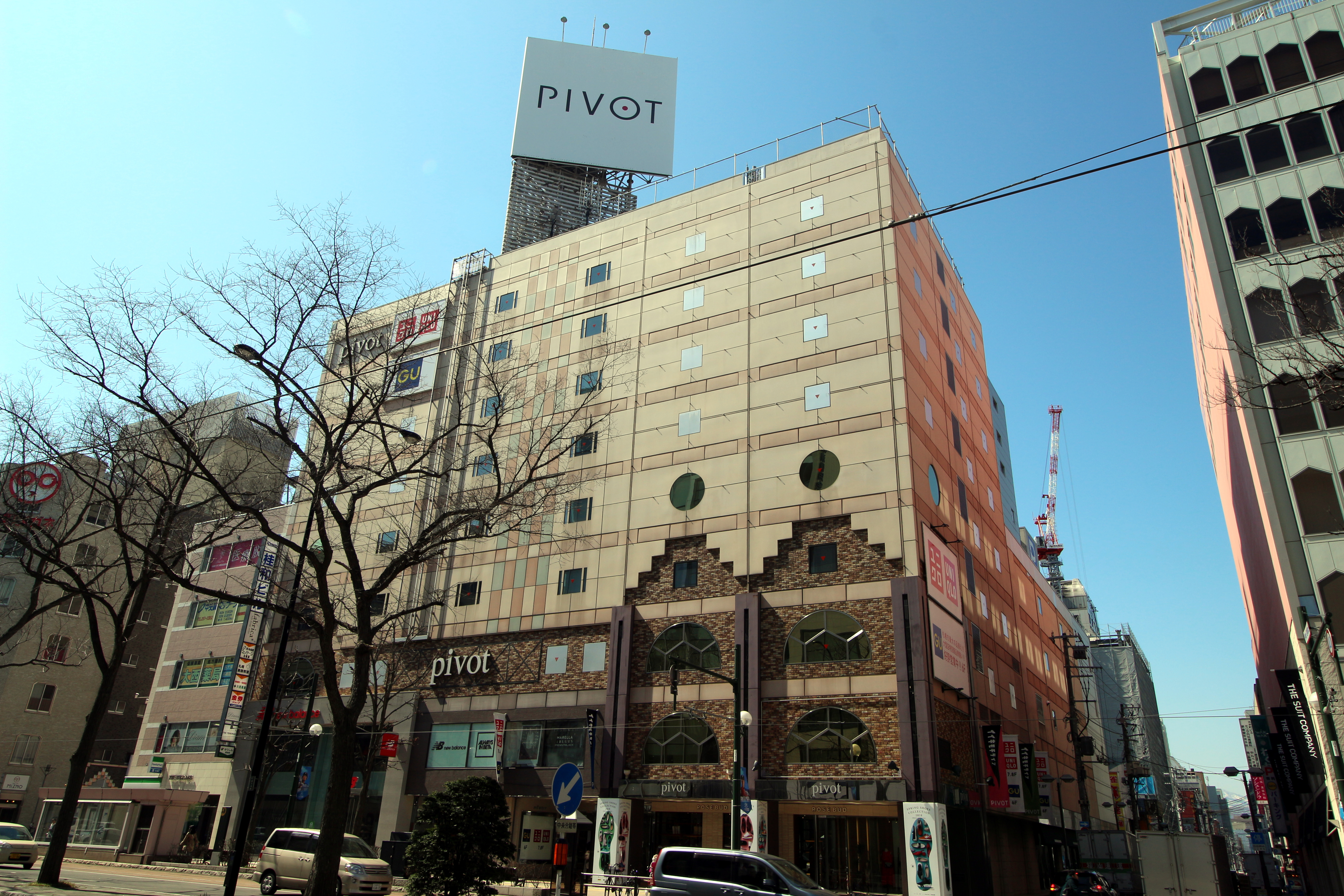
ピヴォ（2018年4月）
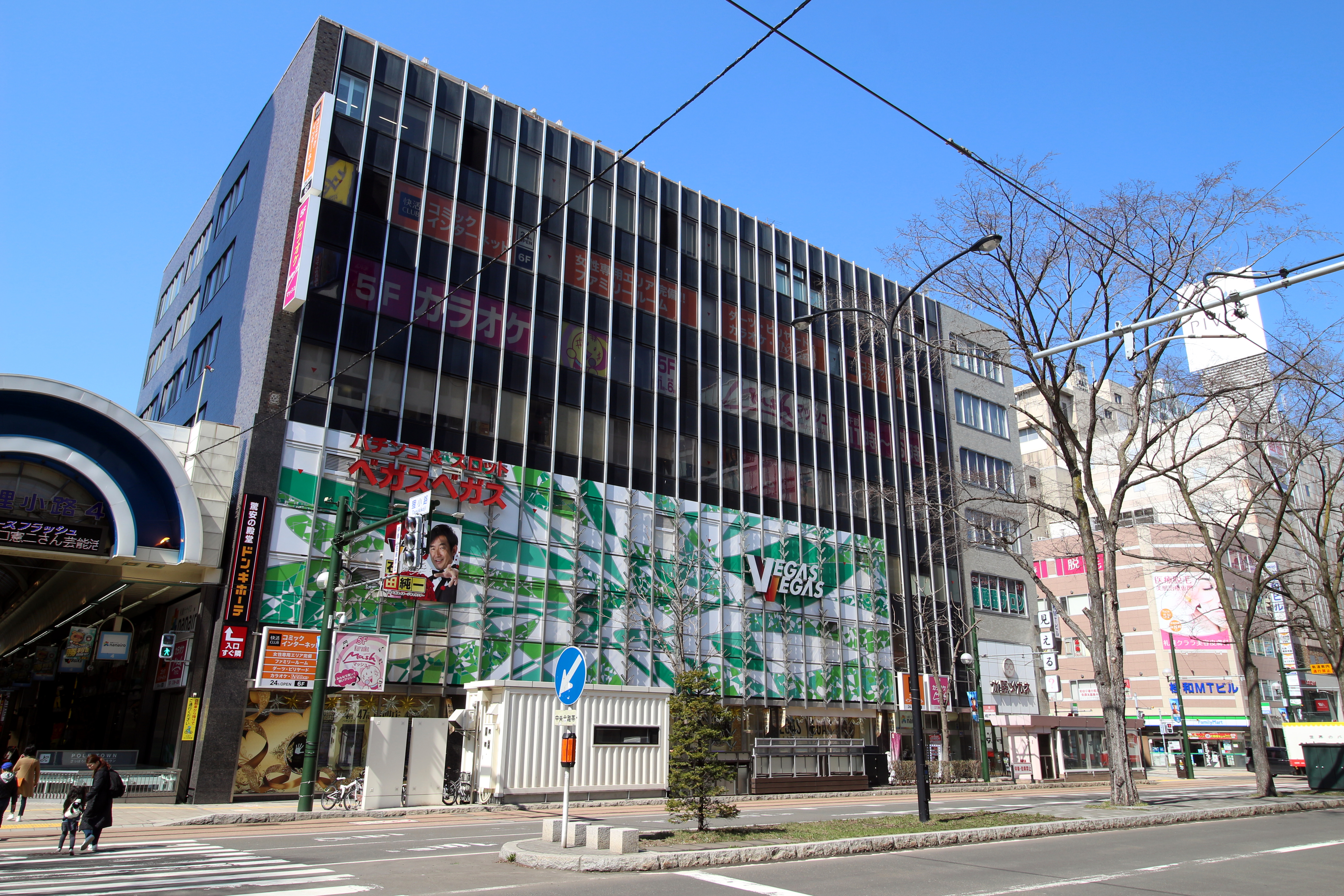
札幌ナナイロ（2018年4月）
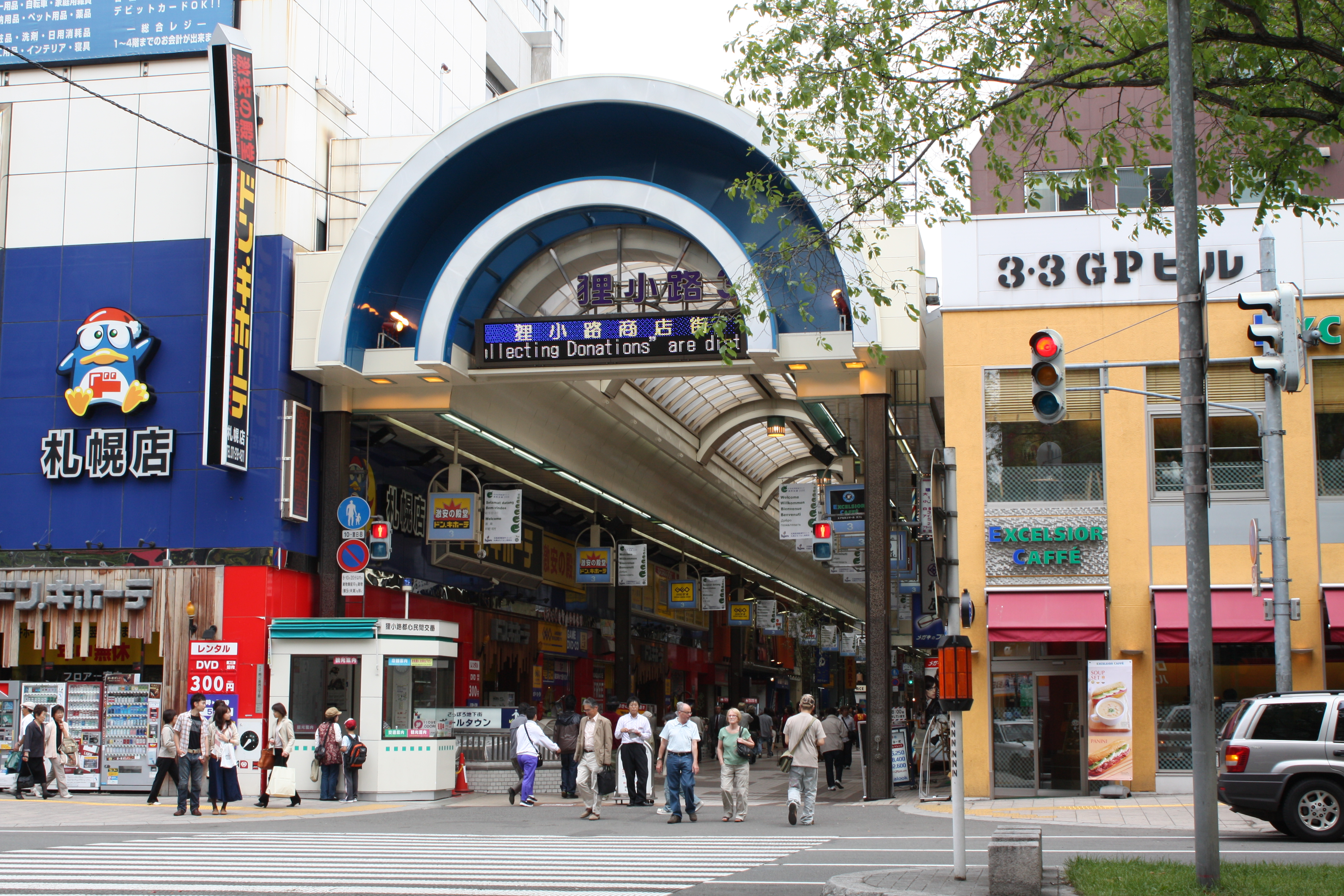
狸小路商店街（2008年6月）
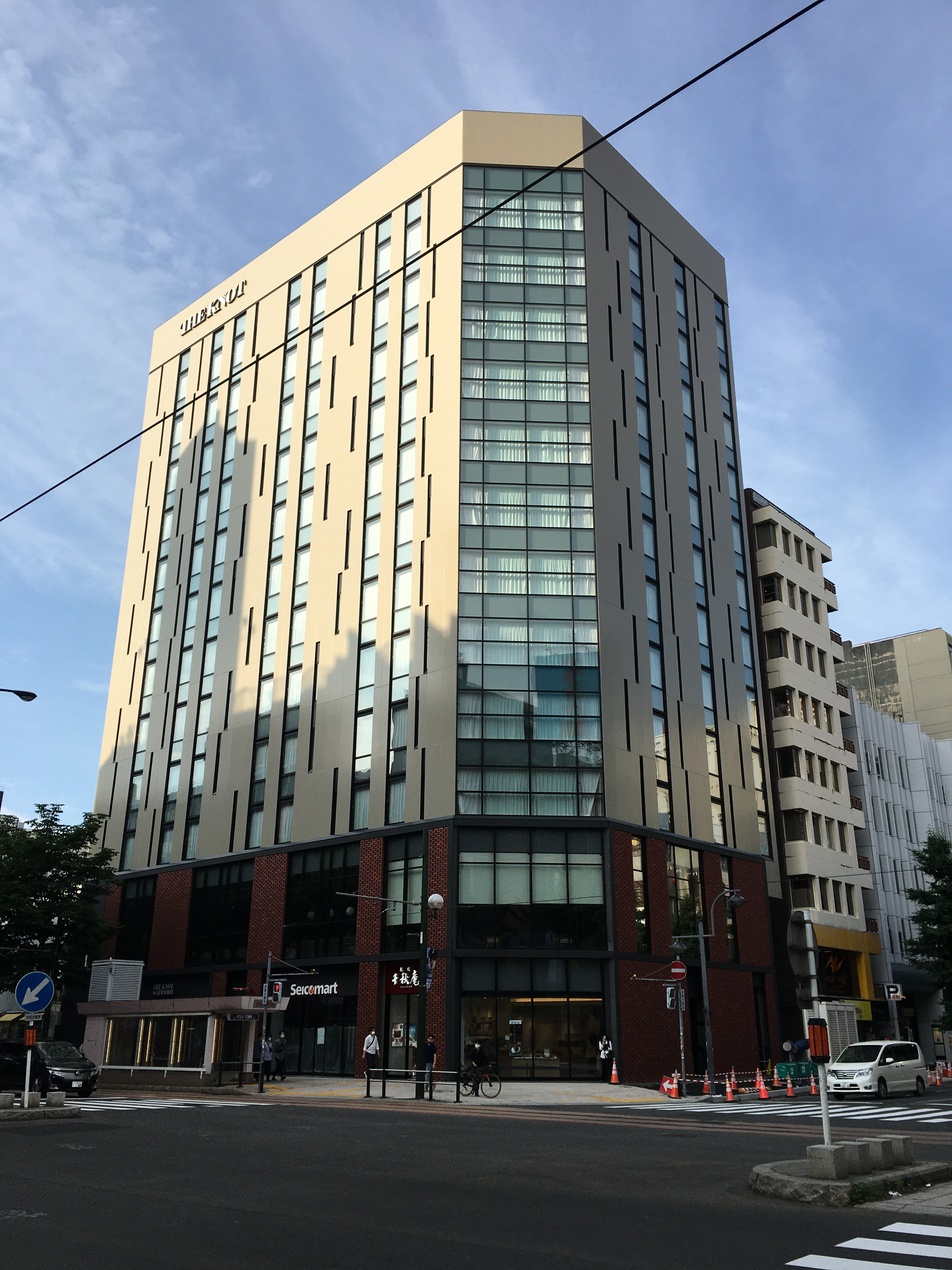
THE KNOT SAPPORO（2020年7月）

### すすきの - 中島公園
すすきのを縦断して中島公園に至る市道区間。片側2車線であるが中央分離帯は設置していない。すすきの周辺は雑居ビルなどが立ち並ぶ歓楽街になっているが、中島公園周辺は比較的閑静となりホテルなどが立地している。菊水旭山公園通交点（札幌駅前通終点）の地下には中島公園駅がある。『さっぽろ雪まつり』すすきの会場になっている『すすきのアイスワールド』開催時は月寒通から南7条通までの間を時間帯指定で歩行者天国とし、道路中央部に氷像を展示している。すすきの交差点にあった商業施設のススキノラフィラは閉館し、解体後に新たな複合商業施設を建設する。
- すすきのビル
- 札幌東宝公楽ビル（ラウンドワン札幌すすきの店）
- すすきの市場
- ティアラホテル札幌すすきの
- イビススタイルズ札幌
- ベッセルイン札幌中島公園

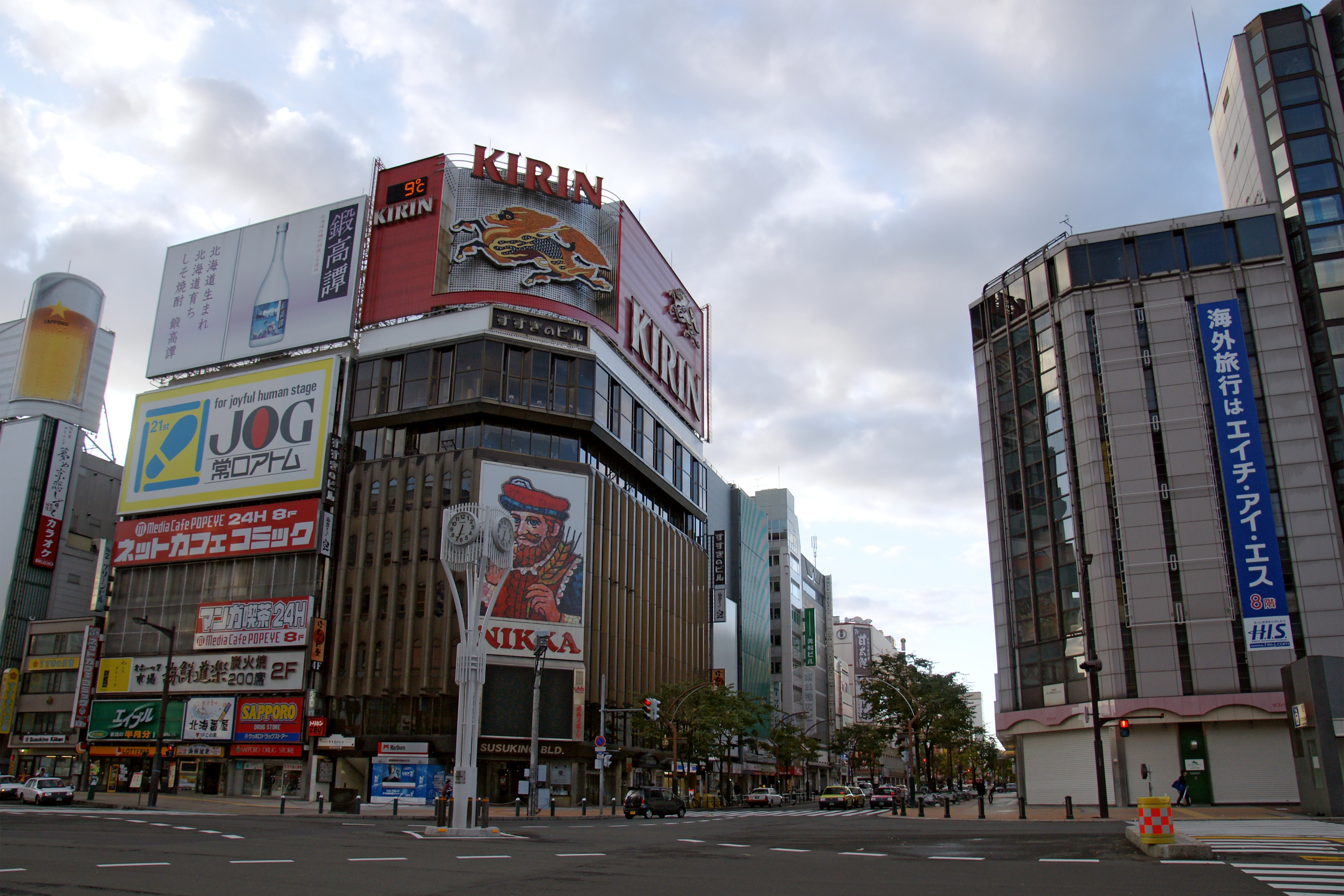
すすきのビル（2009年10月）
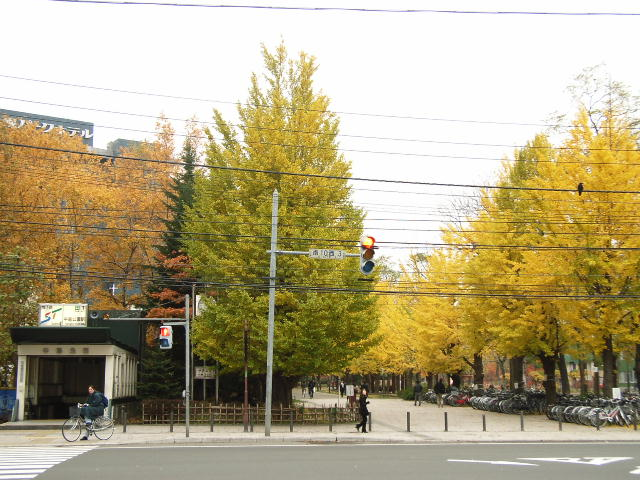
札幌市営地下鉄中島公園駅1番出口と中島公園入口（2004年11月）

### 交差する道路
- 北5条手稲通
- 札幌市北3条広場・北3条通
- 北2条通
- 国道12号（北1条雁来通）・国道230号（北1条宮の沢通）
- 大通（大通公園）
- 南1条通
- 国道36号（月寒通）
- 菊水旭山公園通

## 参考資料
- 『さっぽろ文庫』 58 札幌の通り、札幌市。2017年2月20日閲覧。
- “駅前通” (PDF). 歴史の散歩道.   札幌市中央区. 2017年2月14日閲覧。
- 仲田田、菅藤善之、平井篤夫 (2014). 国道36号札幌駅前通大通地区における道路空間を活用した賑わい創出 -特例道路占用制度による食事購買施設「すわろうテラス」- (PDF) (Report). 土木研究所寒地土木研究所. 2017年2月14日閲覧。